# 長谷部信連
長谷部 信連（はせべ のぶつら）は、平安時代末期から鎌倉時代前期にかけての武将。右馬允・長谷部為連の子。長氏の祖。

## 生涯

### 平家物語の記述
人となりは胆勇あり、滝口武者として常磐殿に入った強盗を捕らえた功績により左兵衛尉に任ぜられた。後に以仁王に仕えた。治承4年（1180年）に王が源頼政と謀った平氏追討の計画（以仁王の挙兵）が発覚したとき、以仁王を園城寺に逃がし、検非違使の討手に単身で立ち向かった。
奮戦するが捕らえられ、六波羅で平宗盛に詰問されるも屈するところなく、以仁王の行方を洩らそうとしなかった。平清盛はその勇烈を賞して、伯耆国日野郡に流した（『平家物語』巻第4「信連」）。
平家滅亡後、源頼朝より安芸国検非違使所に補される。能登国鳳至郡大屋荘（現在の石川県輪島市〜穴水町にかけての地域）の地頭職に補任された。文治2年（1186年）、穴水城主として入城した。
大正5年（1916年）、従五位を追贈された。
昭和31年（1956年）4月30日、「長谷部信連の墳墓」が輪島市の指定史跡となった。

## 子孫
信連の子孫は能登国穴水の国人として存続し、長氏を称して能登畠山氏、加賀前田氏に仕えた。また、曹洞宗の大本山である總持寺の保護者となり、その門前町を勢力圏に収めて栄えた。

## 長谷部まつり
現在、長氏ゆかりの穴水町では、信連を偲び、「長谷部まつり」が行われている。平成24年（2012年）の第50回記念のまつりの武者行列では、信連役を二代林家三平が、奥方役を国分佐智子が務めた。

## 来迎寺
弘仁5年（814年）、嵯峨天皇の勅願により創建された。信連の祈願寺となり、寺号を「来迎寺」と改めた。信連が高倉天皇から賜った観世音菩薩像や嵯峨天皇御親筆勅額などの寺宝を収蔵している。

## 長谷部神社
信連が、死に際して、自作の座像を刻んで来迎寺御影堂に安置したのが、長谷部神社の起こりとされる。

## 関連文献
- 蔭田章平 編『長谷部信連』穴水町教育委員会、穴水町 (石川県)、1960年。doi:10.11501/1359521。全国書誌番号:61000979。